# Rat Christlicher Kirchen Estlands
Der Rat Christlicher Kirchen Estlands ist eine Gemeinschaft der bedeutenden christlichen Kirchen und Gemeinschaften in Estland. Der Verband, dem 10 Mitgliedskirchen angehören, wurde 1989 gegründet.
Die Vertreter kommen monatlich zusammen und treffen Absprachen über gemeinsame religiöse, aber auch gesellschaftliche Unternehmungen und Zielsetzungen. Der Rat Christlicher Kirchen Estlands wird staatlicherseits  unterstützt.

## Mitgliedskirchen
- Estnische Evangelisch-Lutherische Kirche (EELK)
- Estnische Apostolische Orthodoxe Kirche
- Estnische Orthodoxe Kirche des Patriarchats Moskau
- Verband der Gemeinden der Evangeliumschristen und Baptisten
- Methodistische Kirche Estlands
- Römisch-Katholische Kirche Estlands
- Christliche Pfingstkirchen Estlands
- Armenisch-Apostolische Kirche
- Siebenten-Tags-Adventisten
- Charismatische Episkopale Kirche Estlands

## Amtsstelle
Der Sitz des Rates Christlicher Kirchen Estlands ist in 10139 Tallinn, Tehnika 115.
- Präsident: Bischof Einar Soone
- Vizepräsident: Pastor Joosep Tammo
- Vizepräsident: Bischof Philippe Jourdan
- Generalsekretär: Pastor Tauno Teder